# El Aguinal
El Aguinal är en ort i Mexiko.   Den ligger i kommunen Tuxtla Chico och delstaten Chiapas, i den sydöstra delen av landet, 900 km sydost om huvudstaden Mexico City. El Aguinal ligger 215 meter över havet och antalet invånare är 327.
Terrängen runt El Aguinal är platt söderut, men norrut är den kuperad. Runt El Aguinal är det tätbefolkat, med 442 invånare per kvadratkilometer. Närmaste större samhälle är Tapachula, 4,6 km väster om El Aguinal. Omgivningarna runt El Aguinal är en mosaik av jordbruksmark och naturlig växtlighet.